# ジャン・ド・ヴォゼル
ジャン・ド・ヴォゼル（Jean de Vauzelles, 1495年? - 1557年?）は、フランスの詩人、翻訳家。著書では本名を書かずに、銘句「真の熱情で D’un vray zèle」を筆名代わりとすることがまま見られた。

## 生涯
リヨンで生まれ、イタリアで法学博士号と司祭の資格を手に入れた。
フランスに戻ってからは、サン＝ロマンの主任司祭に任命され、後にフランス王フランソワ1世の礼拝堂司祭にも任命されている。
詩人クレマン・マロやモーリス・セーヴの知人であり、自身でも作詩を多く行った。ちなみに、兄マチュー・ド・ヴォゼルの妻はセーヴの妹クローディーヌである。
彼の詩の中で最も知られるのは、『死神の幻影と飾られた顔』である。これは、ハンス・ホルバインによる51枚の木版画に合わせて四行詩を並べたもので、エンブレム・ブックの一つである。
ヴォゼルはナヴァル王妃マルグリットとも接点があり、しばしば詩を捧げていた。また、マルグリットの劇作品には、ヴォゼルが協力したものがあった可能性も指摘されている。
翻訳家としては、イタリア人作家ピエトロ・アレティーノの作品の翻訳を手掛けた。ヴォゼルはアレティーノの作品を多く訳しているが、これは、両者に交流があり、かつヴォゼルの翻訳を評価していたアレティーノが、ヴォゼルの許に新作を送っていたためである。ヴォゼルが翻訳を手掛けたアレティーノの作品は、フランス王宮でも受け入れられ、アレティーノの知名度の向上に貢献していた。

## 書誌

### 自著
- 『四人の福音書記者の福音的歴史』（リヨン、1526年）
- 『王太子の入市 L’entrée de Monseigneur le Dauphin』『王妃の入市 L’entrée de la Reine 』（リヨン、1533年）
- 『死の紋章 Blason de la mort』（リヨン、1537年）
- 『死神の幻影と飾られた顔 Les simulacres et histories faces de la mort』（リヨン、1538年）

### 翻訳
いずれも原著はアレティーノの著作である。
- 『イエス・キリストの人間味 Trois livres de l'Humanité de Jésus-Christ 』（リヨン、1539年）
後にピエール・ド・ラリヴェが復刻している。
- 『イエス・キリストの情熱』（同上）
- 『懺悔の七つの聖詩 Les sept psaumes de la penitence 』（パリ、1541年）
- 『創世記 La Genèse 』（リヨン、1542年）

## 備考
冒頭に記載した没年は通説によるものだが、同時代の占星術師ノストラダムスの著書では、1561年頃にヴォゼルと書簡を交わしたことが語られている。これが事実なら、没年は通説よりもやや後になる。